# Walker County (Alabama)
Das Walker County ist ein County im Bundesstaat Alabama der Vereinigten Staaten. Der Verwaltungssitz (County Seat) ist Jasper.

## Geographie
Das County liegt im mittleren Nordwesten von Alabama und hat eine Fläche von 2086 Quadratkilometern, wovon 28 Quadratkilometer Wasserfläche sind. Es grenzt im Uhrzeigersinn an folgende Countys: Cullman County, Blount County, Jefferson County, Tuscaloosa County, Fayette County, Marion County und Winston County.

## Geschichte
Walker County wurde am 26. Dezember 1823 gebildet. Benannt wurde es nach dem Politiker John Williams Walker. Walker war Abgeordneter in der State Legislature des Alabama-Territoriums und danach Delegierter auf dem Verfassungskonvent des Bundesstaats. Von 1819 bis 1823 war er Abgeordneter im Senat der Vereinigten Staaten. Walkers Bezirkshauptstadt ist Jasper, benannt nach William Jasper, einem Unteroffizier der Kontinentalarmee, der während des Amerikanischen Unabhängigkeitskriegs Bekanntheit erlangte.

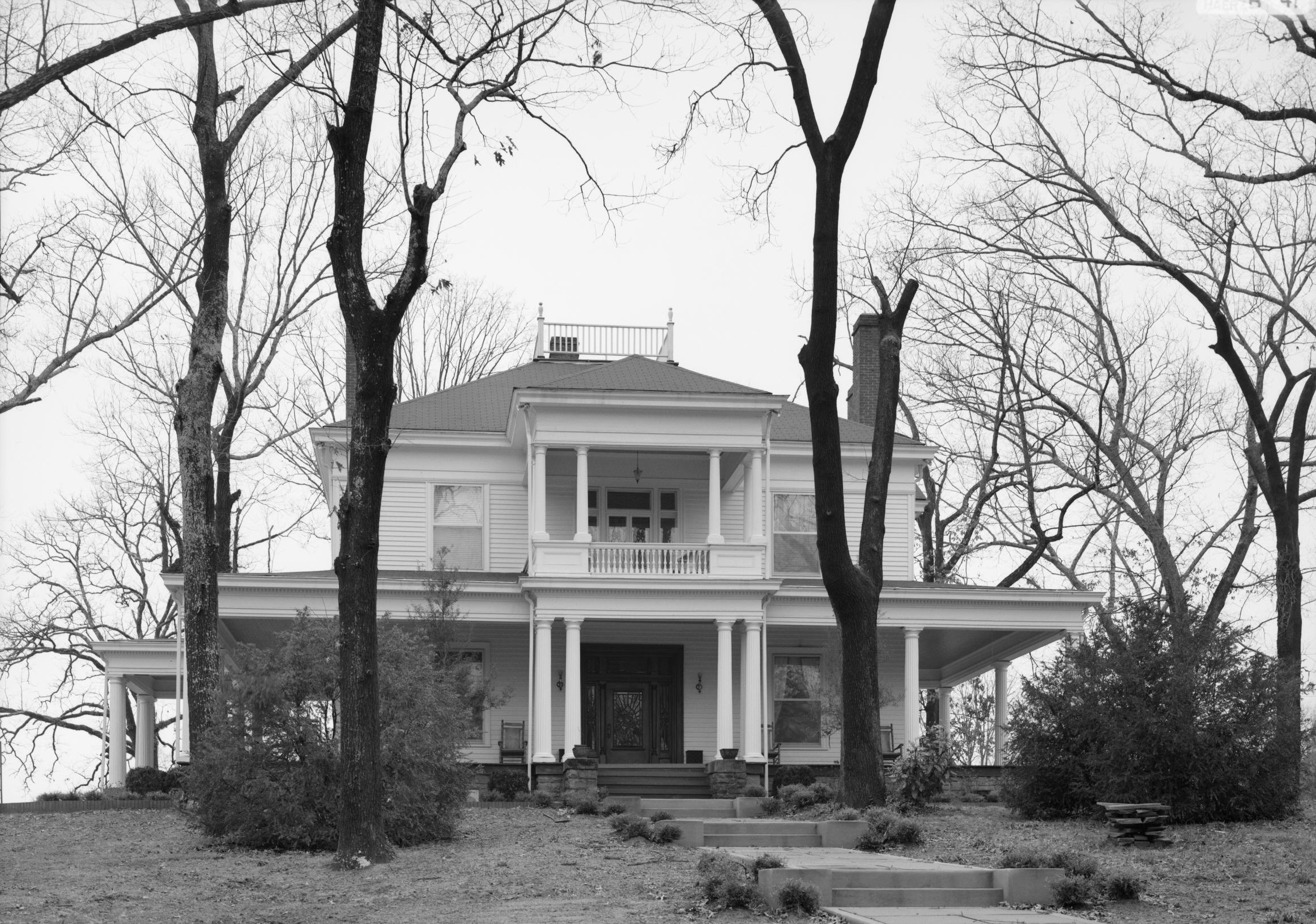
Bankhead House (1993)

Sieben Bauwerke und Stätten im County sind im National Register of Historic Places (NRHP) eingetragen (Stand 14. April 2020), darunter das Bankhead House, die Boshell’s Mill und der Jasper Downtown Historic District.

## Demographische Daten

Alterspyramide des Walker County

Nach der Volkszählung aus dem Jahr 2000 lebten im Walker County 70.713 Menschen. Davon wohnten 1.021 Personen in Sammelunterkünften, die anderen Einwohner lebten in 28.364 Haushalten und 20.478 Familien. Die Bevölkerungsdichte betrug 34 Einwohner pro Quadratkilometer. Ethnisch betrachtet setzte sich die Bevölkerung zusammen aus 92,15 Prozent Weißen, 6,17 Prozent Afroamerikanern, 0,28 Prozent amerikanischen Ureinwohnern, 0,20 Prozent Asiaten, 0,02 Prozent Bewohnern aus dem pazifischen Inselraum und 0,31 Prozent aus anderen ethnischen Gruppen; 0,86 Prozent stammten von zwei oder mehr Ethnien ab. 0,86 Prozent der Bevölkerung waren spanischer oder lateinamerikanischer Abstammung.
Von den 28.364 Haushalten hatten 30,7 Prozent Kinder und Jugendliche unter 18 Jahren, die bei ihnen lebten. In 56,3 Prozent lebten verheiratete, zusammen lebende Paare, 11,9 Prozent waren allein erziehende Mütter, 27,8 Prozent waren keine Familien, 25,3 Prozent aller Haushalte waren Singlehaushalte und in 11,2 Prozent lebten Menschen im Alter von 65 Jahren oder darüber. Die Durchschnittshaushaltsgröße betrug 2,46 und die durchschnittliche Familiengröße betrug 2,93 Personen.
23,5 Prozent der Bevölkerung waren unter 18 Jahre alt, 8,6 Prozent zwischen 18 und 24, 28,0 Prozent zwischen 25 und 44, 25,1 Prozent zwischen 45 und 64 und 14,8 Prozent waren 65 Jahre oder älter. Das Durchschnittsalter betrug 38 Jahre. Auf 100 weibliche Personen kamen 93,2 männliche Personen und auf Frauen im Alter von 18 Jahren und darüber kamen 89,8 Männer.
Das jährliche Durchschnittseinkommen eines Haushalts betrug 29.076 USD, das Durchschnittseinkommen einer Familie 35.221 USD. Männer hatten ein Durchschnittseinkommen von 31.242 USD, Frauen 20.089 USD. Das Prokopfeinkommen betrug 15.546 USD. 13,2 Prozent der Familien und 16,5 Prozent der Einwohner lebten unterhalb der Armutsgrenze.

## Orte im Walker County
- Aldridge
- America
- Argo
- Bankhead
- Barney
- Benoit
- Big Ridge
- Boldo
- Bradleytown
- Browntown
- Bryan
- Burnwell
- Burrows Crossroads
- Calumet
- Cameron
- Campbellville
- Carbon Hill
- Cedrum
- Chapel Hill
- Clarke
- Coal Valley
- Coon Creek
- Cordova
- Corona
- Creel
- Curry
- Deason Hill
- Dilworth
- Dixie Springs
- Dogtown
- Doliska
- Dora
- Dora Junction
- Dovertown
- Drifton
- Drummond
- Eldridge
- Empire
- Enoe
- Fairview
- Flatwood
- Frisco Quarters
- Gamble
- Gardiners Gin
- Gayosa
- Gobblers Crossing
- Goodsprings
- Gorgas
- High Level
- Hilliard
- Hillsdale
- Holly Grove
- Hudson Settlement
- Hull
- Jasper
- Kansas
- Kershaw
- Kings Mill
- Lorton
- Lynns Park
- Macedonia
- Manchester
- Marietta
- Marigold
- Marylee
- McCollum
- Mount Hope
- Nauvoo
- New Jagger
- Oakahalla
- Oakman
- Parrish
- Patton
- Pendley
- Pocahontas
- Powellville
- Prospect
- Providence
- Pumpkin Center
- Quinton
- Quintown
- Red Star
- Rocky Hollow
- Samoset
- Saragossa
- Sardis
- Sipsey
- Sloss
- South Lowell
- Spring Hill
- Standard
- Sumiton
- Sunlight
- Thach
- Townley
- Twilley Town
- Union Chapel
- Wegra
- West Corona
- Williamstown
- Wyatt
- Yerkwood